# سای۱ گرگ
سای۱ گرگ یک ستاره است که در صورت فلکی گرگ قرار دارد.